# Abu Hanifa
Abu Hanifa An-nu'man Ibn Thabit (em árabe:النعمان بن ثابت) (Cufa, 5 de setembro de 699 – Bagdá, 18 de junho de 767) foi um teólogo e jurista muçulmano, cujos ensinamentos deram origem a uma das quatro escolas canónicas de jurisprudência islâmica sunita, a escola hanafita, seguida hoje em dia no Egipto, Turquia, Ásia Central, Paquistão e Índia.
Nascido no que é hoje o Iraque, no ano 80 do calendário islâmico, Abu era neto de um escravo ao qual tinha sido concedida a liberdade; o seu pai era um mercador. Hanifa fez estudos em Medina e tornou-se comerciante de sedas, negócio através do qual adquiriu prosperidade.
Foi aluno durante dezoito anos de Hammad, um jurista iraquiano de grande prestígio. Quando este morreu, em 738, Abu Hanifa tornou-se o seu sucessor. Foi também aluno de Ja'far al-Sadiq, principal figura responsável pelo desenvolvimento da teologia e do sistema legal xiita.
A maneira de formular soluções para os problemas legais desenvolvida por Abu Hanifa foi diferente da até então usada. Anteriormente os juristas tinham desenvolvido uma doutrina que aplicavam aos casos; Abu Hanifa trabalhava em função de casos para formular doutrinas. O seu trabalho foi divulgado por Abu Yusuf e Shaibani, tendo sido adoptado pelos califas Abássidas, pelos quais curiosamente Abu Hanifa não nutria simpatia, dado que foi perseguido por estes. A escola hanifita é hoje conhecida pelo lugar que proporciona ao juízo pessoal e ao uso da analogia (qiyas) na solução dos problemas.